# Antarctosaure
L'antarctosaure (Antarctosaurus, "llangardaix del sud") és un gènere de dinosaure sauròpode titanosaure que va viure al Cretaci superior en el que actualment és Amèrica del Sud. L'espècie tipus, A. wichmannianus, va ser descrita pel prolífic paleontòleg alemany Friedrich von Huene l'any 1929, que també descrigué una segona espècie el mateix any. Des d'aleshores s'han anomenat tres espècies addicionals d'antarctosaure. Estudis posteriors indiquen que cap de les tres pertany en realitat al gènere Antarctosaurus.
L'antarctosaure era molt gran, fins i tot per ser un dinosaure. Els científics tenen molt a aprendre de l'antarctosaure, ja que no s'ha trobat cap esquelet sencer.